# Al-Nassr FC (Saudi-Arabien)
al-Nassr FC (auch al-Nasr; arabisch النصر, DMG an-Naṣr) ist ein saudi-arabischer Fußballverein aus der Hauptstadt Riad. Der Verein spielt in der Saudi Professional League, der höchsten Liga des Landes. Seine Heimspiele trägt der Verein im Al-Awwal Park aus.

## Geschichte
Gegründet wurde der Verein 1955 von den beiden Brüdern Husein und Zeid al-Ja'ba und bis 1960 operierte man als nicht offizieller Amateurverein. Heute ist der Verein einer der größten und beachtetsten des Landes. Die letzte Meisterschaft datiert aus dem Jahr 2019. Mit dem Gewinn des Asian Cup Winners Cup 1998 gelang der größte internationale Erfolg. Die Saison 2008/09 beendete der Verein auf Platz fünf und verpasste in dieser Spielzeit nur knapp die Qualifikation zur AFC Champions League 2009/10.
Im Januar 2023 verpflichtete der Verein den fünfmaligen Weltfußballer Cristiano Ronaldo. Der Transfer wurde von Analysten dem Vorantreiben des saudi-arabischen Marketingprojekts Vision 2030, sowie dem Begriff des Sportwashings zugeschrieben. Mit groß angelegten Bau- und Finanzierungsprojekten ist Saudi-Arabien bemüht, sein von Menschenrechtsverletzungen und Diktatur geprägtes Image zum Positiven zu verändern. Im Juni 2023 übernahm der saudische Staatsfonds Public Investment Fund (PIF) 75 % der Anteile an dem Verein. Der Fonds ist auch Mitbesitzer von Newcastle United und mehrerer weiterer saudischer Fußballklubs. Im August 2023 verpflichtete al-Nassr Sadio Mané vom FC Bayern München.

## Erfolge

### Nationale Erfolge
- Saudi Premier League (Altes System): 8
1966, 1967, 1969, 1970, 1971, 1972, 1973, 1974
- Saudi Professional League: 9
1975, 1980, 1981, 1989, 1994, 1995, 2014, 2015, 2019[5]
- King Cup: 6
1974, 1976, 1981, 1986, 1987, 1990
- Saudischer Kronprinzenpokal: 2
1973, 1974
- Saudi Federation Cup: 3
1977, 1998, 2008
- Eastern Province Cup: 2
1971, 1972
- Prince Turki bin Nasser Cup: 2
1987, 1989
- Saudi-arabischer Supercup: 2
2019, 2020

### Internationale Erfolge
- Arab Club Champions Cup: 1
2023
- Asienpokal der Pokalsieger: 1
1998
- Asian Super Cup: 1
1998
- GCC Champions League: 2
1996, 1997
- Damascus International Cup: 1
2004

## Spieler und Trainer

### Aktueller Kader
Stand: 19. August 2025
| Nr. |               | Position | Name                 |
| --- | ------------- | -------- | -------------------- |
| 2   | Saudi-Arabien | AB       | Sultan al-Ghannam    |
| 3   | Frankreich    | AB       | Mohamed Simakan      |
| 4   | Saudi-Arabien | AB       | Nader Al-Sharari     |
| 5   | Saudi-Arabien | AB       | Abdulelah Al-Amri    |
| 7   | Portugal      | ST       | Cristiano Ronaldo () |
| 10  | Senegal       | ST       | Sadio Mané           |
| 11  | Kroatien      | MF       | Marcelo Brozović     |
| 12  | Saudi-Arabien | AB       | Nawaf Boushal        |
| 14  | Saudi-Arabien | MF       | Sami al-Najei        |
| 16  | Saudi-Arabien | AB       | Mohammed Marran      |
| 17  | Saudi-Arabien | MF       | Abdullah al-Khaibari |
| 19  | Saudi-Arabien | MF       | Ali al-Hassan        |
| 20  | Brasilien     | AB       | Ângelo               |
| 21  | Frankreich    | ST       | Kingsley Coman       |
| 23  | Saudi-Arabien | MF       | Ayman Yahya          |
| 24  | Brasilien     | TW       | Bento                |
| 25  | Portugal      | MF       | Otávio               |
| 26  | Spanien       | AB       | Iñigo Martínez       |
| 27  | Spanien       | AB       | Aymeric Laporte      |
| 29  | Saudi-Arabien | MF       | Abdulrahman Ghareeb  |

| Nr. |               | Position | Name                   |
| --- | ------------- | -------- | ---------------------- |
| 30  | Saudi-Arabien | ST       | Meshari Al-Nemer       |
| 36  | Saudi-Arabien | TW       | Raghed Al-Najjar       |
| 44  | Saudi-Arabien | TW       | Nawaf Al-Aqidi         |
| 46  | Saudi-Arabien | ST       | Abdulaziz Al-Aliwa     |
| 50  | Saudi-Arabien | AB       | Majed Qasheesh         |
| 60  | Saudi-Arabien | ST       | Saad Haqawi            |
| 61  | Saudi-Arabien | TW       | Mubarak Al-Buainain    |
| 70  | Saudi-Arabien | AB       | Awad Aman              |
| 79  | Portugal      | ST       | João Félix             |
| 80  | Brasilien     | ST       | Wesley                 |
| 83  | Saudi-Arabien | AB       | Salem Al-Najdi         |
|     | Saudi-Arabien | AB       | Mohammed al-Fatil      |
|     | Saudi-Arabien | AB       | Hamad Al-Mansour       |
|     | Saudi-Arabien | TW       | Amin Al-Bukhari        |
|     | Saudi-Arabien | ST       | Muhannad Barrah        |
|     | Saudi-Arabien | AB       | Mansour Al-Shammari    |
|     | Saudi-Arabien | MF       | Abdulmalik Al-Jaber    |
|     | Saudi-Arabien | AB       | Abdulaziz Al-Faraj     |
|     | Saudi-Arabien | ST       | Fahad Aqeel Al-Zubaidi |
|     | Saudi-Arabien | MF       | Fahad Al-Taleb         |

### Bekannte Spieler
- Madschid Mohammed Abdullah (1977–1998)
- Raouf Ben Aziza (1979–1982)
- Hammadi Agrebi (1979–1980)
- Muhaisen al-Dosari (1984–2000)
- Christo Stoitschkow (1998)
- Saad al-Harthi (2000–2011)
- Denílson (2006–2007)
- Carlos Tenorio (2009–2011)
- Mohammad al-Sahlawi (2009–2019)
- Bader al-Mutawa (2011)
- Omar Hawsawi (2011–2020)
- Hosni Abd-Rabou (2012–2013)
- Angelos Charisteas (2013)
- Christian Ramos (2018–2019)
- Nordin Amrabat (2018–2021)
- Ramiro Funes Mori (2021–2022)
- Vincent Aboubakar (2021–2023)
- Kim Jin-su (2021–2023)
- Luiz Gustavo (2022–2023)
- David Ospina (2022–2024)
- Alex Telles (2023–2024)
- Marcelo Brozović (seit 2023)
- Seko Fofana (seit 2023)
- Aymeric Laporte (seit 2023)
- Sadio Mané (seit 2023)
- Otávio (seit 2023)
- Cristiano Ronaldo (seit 2023)
- Mohamed Simakan (seit 2024)

### Trainer
| Name                   | Zeitraum                    | Bemerkung |
| ---------------------- | --------------------------- | --------- |
| Chico Formiga          | 1980–1981                   |           |
| Paulo César Carpegiani | 1983–1984                   |           |
| Robert Herbin          | 1985–1986                   |           |
| Joel Santana           | 1991                        |           |
| Jean Fernandez         | 1993–1994                   |           |
| Henri Michel           | 1995                        |           |
| Jean Fernandez         | September 1995–Februar 1996 |           |
| Ilie Balaci            | 1996–1997                   |           |
| Dušan Uhrin            | 1997–1998                   |           |
| Jean Fernandez         | Januar 1998–Juni 1998       |           |
| Milan Máčala           | 1999–2000                   |           |
| Artur Jorge            | 2000–2001                   |           |
| Héctor Núñez           | August 2001–Dezember 2001   |           |
| Mircea Rednic          | 2003                        |           |
| Dimitar Dimitrow       | 2004–2005                   |           |
| Vagner Mancini         | 2005                        |           |
| Mariano Barreto        | 2005                        |           |
| Artur Jorge            | März 2006–2006              | [ 7 ]     |
| Vagner Mancini         | 2007                        |           |
| Foeke Booy             | 2007                        |           |
| Luka Bonačić           | Januar 2007–Januar 2009     |           |
| Edgardo Bauza          | 2009                        |           |
| Jorge da Silva         | 2009–2010                   |           |
| Walter Zenga           | 2010                        | [ 8 ]     |
| Dragan Skočić          | 2011                        |           |
| Gustavo Costas         | 2011                        |           |
| Ali Kmeikh             | 2011                        |           |
| Francisco Maturana     | 2011–2012                   |           |
| José Daniel Carreño    | 2012–2014                   |           |
| Raúl Caneda            | 2014                        |           |
| Fabio Cannavaro        | 2016                        |           |
| Zoran Mamić            | 2016–2017                   |           |
| Patrice Carteron       | 2017                        |           |
| Ricardo Gomes          | 2017                        |           |
| Gustavo Quinteros      | 2017–2018                   |           |
| José Daniel Carreño    | 2018                        |           |
| Krunoslav Jurčić       | 2018                        |           |
| Hélder                 | 2018–2019                   |           |
| Rui Vitória            | 2019–2020                   |           |
| Alen Horvat            | 2020–2021                   |           |
| Mano Menezes           | 2021                        |           |
| Pedro Emanuel          | 2021                        |           |
| Miguel Ángel Russo     | 2021–2022                   |           |
| Rudi Garcia            | 2022–2023                   |           |
| Dinko Jeličić          | 2023                        |           |
| Luís Castro            | 2023–2024                   |           |
| Stefano Pioli          | 2024–2025                   |           |
| Jorge Jesus            | seit 2025                   |           |

## Logohistorie

Früheres Vereinslogo
Vereinslogo bis 2011